# Trellick Tower

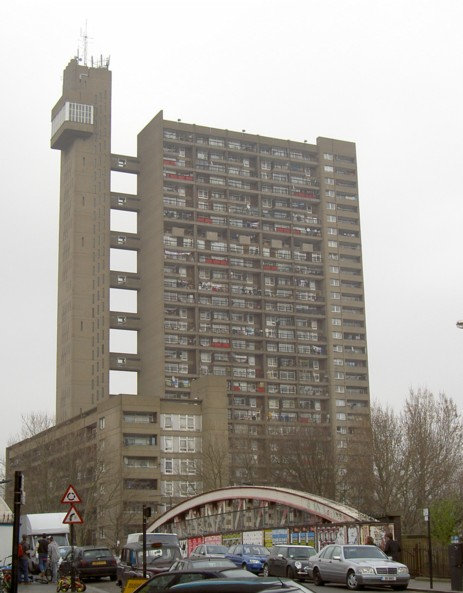
Trellick Tower, sett från Golborne Road.

Trellick Tower är ett 31 våningar högt bostadshus i västra London. Byggnaden uppfördes av den kommunala allmännyttan mellan 1968 och 1972 för att erbjuda mindre bemedlade familjer goda bostäder. 
Huset ritades av arkitekten Ernő Goldfinger i en karakteristisk, brutalistisk betongarkitektur, vilket tillsammans med den enorma skalan i förhållande till sin omgivning har gjort byggnaden till ett landmärke. Utformningen av Trellick Tower hämtade inspiration från Le Corbusiers idéer kring Unité d'Habitation, det till säga enorma bostadskomplex som skulle inrymma alla verksamheter som de boende behövde. Byggnadens många etagelägenheter och den brutala hanteringen av material är gemensamma nämnare. 
Till skillnad från Unité d'Habitation innehåller Trellick Tower dock uteslutande bostäder och har, istället för Le Corbusiers inomhusgator, den huvudsakliga kommunikationen i ett separat hisstorn. Detta torn förbinds med bostadshuset på var tredje våning via gångbroar och ger byggnaden dess karakteristiska utseende. I Londons East End finns ett likadant torn från samma år, Balfron Tower, där arkitekten Goldfinger själv bodde under många år. 